# Индифферентизм
Индифференти́зм — постоянное равнодушие или безразличие к вопросам знания, морали, общественной жизни. Различают индифферентизм философский, этический, религиозный и политический.
Принципиальное значение индифферентизм имеет в области высших вопросов жизни и знания — индифферентизм религиозный и философский. Противоположная индифферентизму крайность есть фанатизм, коего не чужда и философия (др.-греч. Αύτός έφα Аутос эфа, сам сказал — пифагорейцев; лат. jurare in verba magistri — клясться словами учителя). Обе крайности обусловлены психологически различием темпераментов, но помимо этого индифферентизм всегда искал себе теоретическое оправдание, переходя таким образом в скептицизм.
Кроме скептических соображений философского характера, индифферентизм находит себе общедоступную опору в фактическом существовании множества отрицающих друг друга систем и учений. Для ума, вышедшего из состояния непосредственной уверенности, но не имеющего возможности или охоты к самостоятельному исследованию высших начал, индифферентизм представляется естественным выходом. Однако при восприятии чужих убеждений и верований индифферентизм не всегда тождественен веротерпимости. Признавая все учения теоретически ложными или, по крайней мере, недостоверными, он может некоторые из них считать практически вредными и беспощадно преследовать. Веротерпимость же, несовместимая с мрачным фанатизмом, не всегда тождественна его противоположности — полупросвещённому индифферентизму; она может быть действительно обеспечена лишь во имя безусловного начала справедливости, при вере в превосходство нравственной силы над физической.

## Кино
Наглядным примером проявления равнодушия людей является художественный фильм режиссёра Вадима Зобина «Воскресенье, половина седьмого» (1988)